# Thijs de Boer
Thijs de Boer (Eindhoven, 1981) is een Nederlandse schrijver.
Hij publiceerde verhalen in De Tweede Ronde, Hollands Maandblad, Tirade en Passionate. Hij was prijswinnaar bij de schrijfwedstrijd Write Now! (2e plaats, Rotterdam 2006) en winnaar van de verhalenwedstrijd Duizend Woorden. In 2008 werd hem de Hollands Maandblad Prozabeurs toegekend. 
De Boer debuteerde in 2010 met de verhalenbundel, Vogels die vlees eten,  bij Uitgeverij Nieuw Amsterdam. 